# Roberto Capucci
Pour les articles homonymes, voir Capucci.
 (mars 2014).

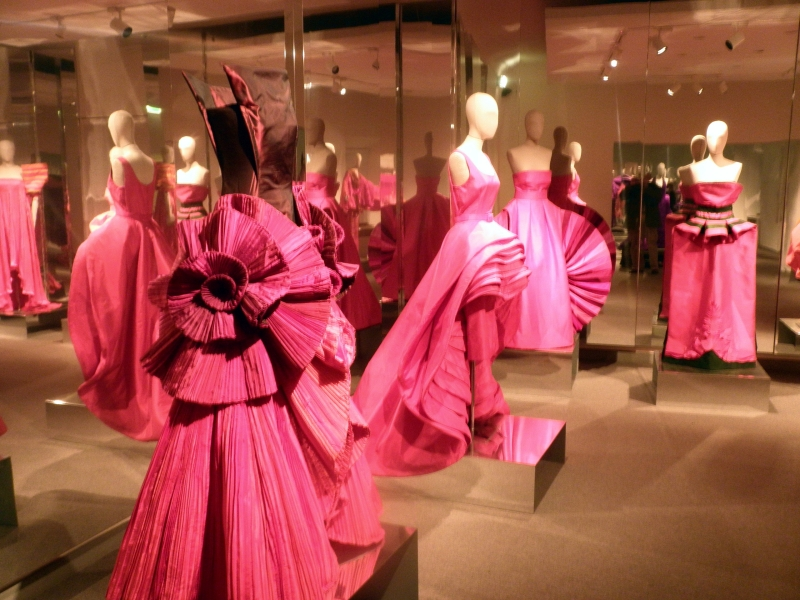
Le musée Capucci

Roberto Capucci, né le 2 décembre 1930 à Rome, est un créateur de mode italien. Ses réalisations emploient régulièrement les formes géométriques et les couleurs vives. Il a reçu de nombreuses récompenses pour l'ensemble de son travail.

## Biographie

### Premières années et formation
Il dessine pour les femmes qui l'entourent (sa mère, sa tante, ses sœurs, les domestiques) des chaussures par exemple et exprime son opinion sur leurs tenues. Après avoir étudié au Liceo Artistico, il entre à l’Accademia di Belle Arti, à Rome.

### Parcours professionnel
C’est la journaliste Maria Foschini, qui travaillait pour le Giornale dell’artigianato, qui l'a introduit auprès d’un tailleur.
Il commence sa carrière de créateur de mode en 1950 avec un atelier sur la Via Sistina, à Rome.
En 1951, alors âgé d'une vingtaine d'années, il débute réellement et est invité à présenter ses modèles pour la première fois à Florence, en marge du travail d’autres stylistes italiens. Les autres participants à l’évènement refusent sa présence : il est interdit de participation. Mais les journalistes apprécient ses créations et lancent son succès.
En 1952, il défile aux côtés d'autres designers tels que Vincenzo Ferdinandi, la Sartoria Antonelli, l'Atelier Carosa, Giovanelli Sciarra, Polinober, Germana Marucelli, la Sartoria Vanna, Jole Veneziani lors du premier défilé de mode historique à la Sala Bianca du Palazzo Pitti à Florence. Une très jeune Oriana Fallaci, envoyée par le journal Epoca, a annoncé la nouvelle.
En 1956 il reçoit la Médaille d’Or de Venise[réf. nécessaire] et il est acclamé par la presse comme le meilleur créateur de mode italien.[non neutre][réf. nécessaire]
En 1958 il gagne l’Oscar de la Mode[réf. nécessaire].
En 1962, avec le financement d'un homme d'affaires florentin, il ouvre un atelier à Paris, rue Cambon, qui se maintiendra jusqu’en 1968 où il retourne à Rome pour des raisons familiales. Il se lie d’amitié à cette occasion avec Pierre Cardin[réf. nécessaire]
Pendant son séjour à Paris il décrit de grands changements dans la mode (explosion de prêt à porter, rôle de la presse qui s’accentue, etc.)[pas clair][réf. nécessaire]
Il quitte la Camera nazionale della moda italiana en 1982, pour prendre ses distances par rapport à ses collègues[pas clair], mais demeure actif de nombreuses années.
Une exposition a lieu en 1990 dans le Kunsthistorisches Museum de Vienne et une autre au Teatro Farnese de Parme, en 1996.

## Caractéristiques de son travail
Il n’aime pas un artiste en particulier mais l’art au sens large, qu’il apprécie sans l’étudier et le copier, seulement pour la vague d’émotion que les œuvres déclenchent[Interprétation personnelle ?]. Il écoute par exemple beaucoup de musique et visite régulièrement les musées[réf. nécessaire].
Il garde avec le monde de la mode une relation distante[Interprétation personnelle ?] et a refusé très tôt de participer à des défilés de mode refusant de se plier au diktat des présentations bisannuelles lors des semaines de la mode.
Il définit ses créations comme des œuvres d’art faites en tissus[réf. nécessaire].
Quelques extraits d’interview expriment sa vision de son métier et de la femme :
« La femme pour Capucci, est une statue vivante, une statue joyeuse, une statue éthérée, une statue sacrée, une statue légère, une statue chic, une statue formidable, une statue enjouée mais jamais une statue frivole. » ; « La beauté ? Pour moi c’est quelque chose de difficile, de mystérieux. Quelque chose à découvrir »